# Первомайский (Привокзальный территориальный округ)
Первомайский — поселок входит в городской округ город Тула Тульской области в составе Привокзального территориального округа.

## География
Находится в центральной части Тульской области на расстоянии приблизительно 20 км на запад-северо-запад по прямой от Московского вокзала города Тула.

## История
На карте конца 1930-х годов был отмечен как совхоз Красный (свиноводческий). До 2014 года входил в Фёдоровское сельское поселение Ленинского района до их упразднения.

## Население
Постоянное население составляло 53 человека (русские 87 %) в 2002 году, 35 в 2010.